# Antoine Deidier
Antoine Deidier (né le 23 novembre 1670 à Montpellier, mort le 3 avril 1746 à Marseille) est un professeur de médecine de la Faculté de Montpellier. Membre de la mission envoyée à Marseille lors de l'épidémie de peste de 1720, il se désolidarise de ses collègues en affirmant la contagiosité de la peste par une approche expérimentale. Après avoir connu la disgrâce et l'oubli, il est réhabilité à la fin du XXe siècle comme « prépasteurien ».

## Biographie

### Famille et carrière
Fils d'un chirurgien de Montpellier, Antoine Deidier commence ses études de médecine en 1688 et devient docteur en 1691. Il exerce la médecine en ville, tout en donnant des leçons particulières d'anatomie et de chimie,.

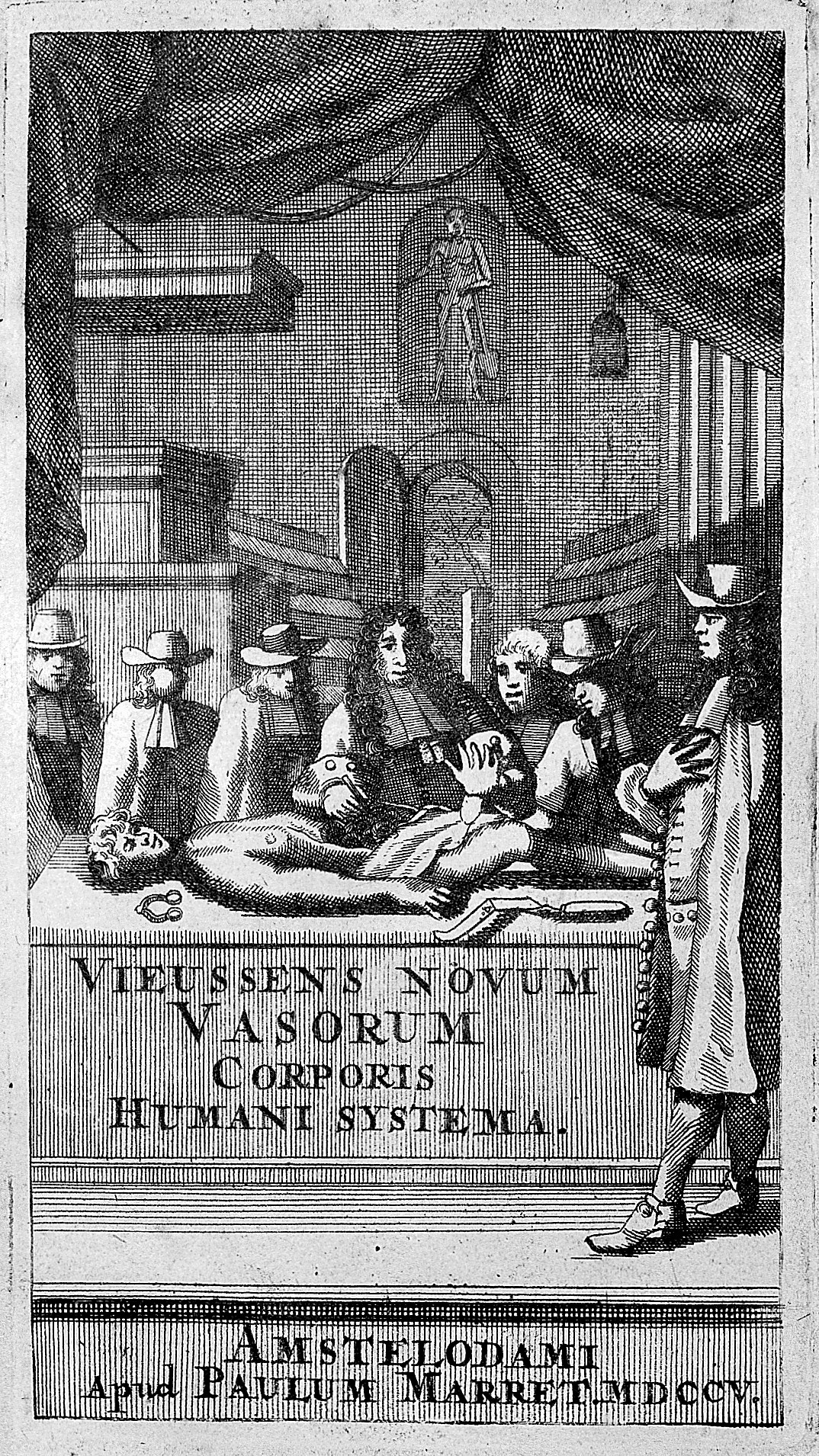
Scène de dissection. Frontispice d'un traité d'anatomie cardiovasculaire (1705) de Raymond Vieussens.

En 1697, il épouse Bernardine Vieussens, fille du célèbre anatomiste Raymond Vieussens (1641-1715). La même année, il est nommé au concours de professeur de chimie, titulaire d'une chaire créée en 1676. Il est aussi le cousin par alliance de François Chicoyneau (1672-1752), chancelier de l'université de Montpellier de 1701 à 1752, lui même gendre de Pierre Chirac (1650-1732), premier médecin du Roi de 1718 à 1732.
En 1711, il est nommé médecin-adjoint de l'hôpital Saint-Éloi de Montpellier, et son médecin-chef de 1715 à 1737.
En août 1720, il fait partie de la mission médicale envoyée à Marseille pour étudier la réalité et la nature de la maladie qui frappe la ville. Cette commission, dirigée par Chicoyneau, est composée de six membres de la faculté de Montpellier. 
Antoine Deidier est d'abord proche de Chicoyneau sur la non-contagion de la maladie, attribuée à une mauvaise nourriture, la peur et l'air infect. Comme les autres membres de la mission, il ne craint pas d'approcher les pestiférés, de toucher les bubons, et de les rassurer. Cette attitude impressionne d'abord favorablement la population marseillaise.
Cependant, en 1721, Deidier change d'avis après avoir réalisé des expériences sur le cadavre humain et les animaux vivants. Devenu contagionniste, il refuse de contresigner les rapports médicaux de la mission de Montpellier. En 1725, au cours d'un discours inaugural de rentrée à la Faculté de Montpellier, il se prononce officiellement pour la contagiosité de la peste, ce qui est un camouflet public pour Chicoyneau.
Après la mort de Pierre Chirac en 1732, Chicoyneau lui succède comme premier médecin du Roi, devenant ainsi autorité suprême de l'organisation de la médecine dans le royaume.  La même année, Chicoyneau use de son pouvoir pour casser Deidier de ses fonctions de professeur, tout en le nommant médecin-chef des galères à Marseille. Deidier ne fut soutenu par aucun de ses collègues universitaires, en revanche les administrateurs de l'hôpital de Saint Éloi l'ont conservé comme médecin-chef jusqu'en 1737.
Il meurt à Marseille le 3 avril 1746.

### Distinctions et honneurs
- Médecin de la duchesse de Montpensier (probablement Élisabeth-Charlotte de Bavière) ;
- membre de l'académie des sciences de Montpellier (1699) ;
- médecin du Roi et conseiller d'état en 1707 ;
- Croix de chevalier de l'ordre de Saint Michel, pour sa conduite durant la peste de Marseille. Anobli en 1722[5] ;
- membre de la Royal Society.

## Travaux

### La peste en Provence Languedoc
La mission médicale de Montpellier, dirigée par François Chicoyneau et envoyée à Marseille par Pierre Chirac, défend immédiatement l'idée que la « maladie de Marseille » n'est pas vraiment la peste, mais une fièvre maligne non contagieuse. Selon les historiens, cette position initiale a été probablement dictée par Pierre Chirac à Chicoyneau pour ne pas alarmer le public. En tant que membre de cette mission, Deidier pense aussi que cette peste n'a pas été importée du Levant, et qu'elle ne se dissémine pas par contagion.
Ne craignant pas le mal, il se livre à des expériences. Il s'aperçoit que la peste peut se contracter par l'intermédiaire des bistouris chirurgicaux souillés de pus de bubon, il le démontre expérimentalement sur des animaux vivants. À l'autopsie de pestiférés, il constate que la vésicule biliaire est anormalement gonflée, ce qui le fait soupçonner que le venin de la peste est dans la bile, comme celui de la rage est dans la bave du chien enragé. Il injecte alors de la bile de pestiféré à des chiens qui meurent en quelques jours avec des manifestations comparables à celle des humains,.
À partir de ces résultats, Deidier change d'avis en soutenant la contagiosité de la peste. Celle-ci se communique par contact direct et prolongé, la transmission aérienne rapprochée, la contamination par tissus et objets. En sus de la bile, qui est le réservoir du venin, la peste se propage par l'haleine, la sueur et le sang du pestiféré.

### Autres
Antoine Deidier s'est intéressé à beaucoup d'autres domaines : anatomie, physiologie, chimie, pathologie, pharmacologie, chirurgie et dermatologie. 
Outre la peste, ses travaux les plus notables concernent la syphilis. En 1723, il arrive à la conclusion que la syphilis est provoquée par un « ver » (ou animalcule vénérien), rongeant et prolifératif comme les insectes. Selon lui, c'est la seule façon d'expliquer la généralisation du mal à tout l'organisme, ce qui allait à l'encontre de l'opinion générale, en provoquant un tollé chez ses collègues, partisans eux d'un principe acide corrosif. Pour le traitement, il est partisan du mercure mais à faibles doses.

### Principales publications

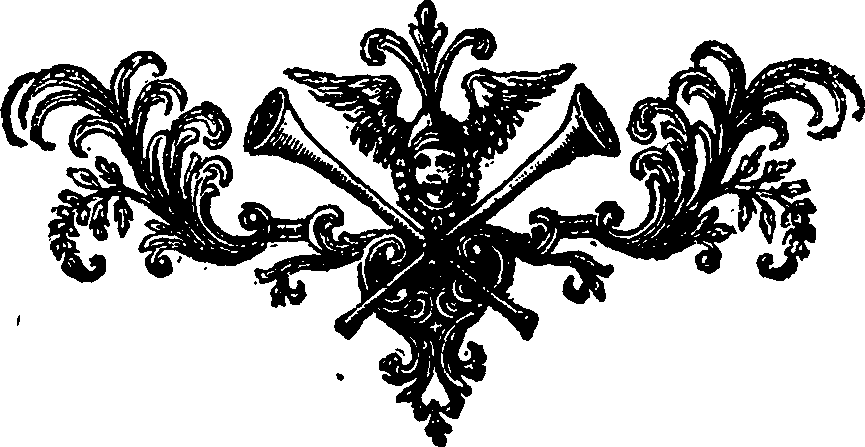
Fleuron de Dissertatio de morbis venereis d'Antoine Deidier, édition de Londres, 1724.

- Dissertatio de morbis internis capitis & thoracis, Montpellier, 1710. Dissertation sur la nature & la guérison des tumeurs, Paris, 1725.
- Chymie raisonnée, où, l'on tâche de découvrir la nature & la manière d'agir des remèdes Chymiques les plus en usage en Médecine & en Chirurgie, Lyon, 1715.
- Lettre sur la maladie de Marseille, Montpellier, 1721.
- Expériences sur la bile & les cadavres des pestiférés, Zurich, 1722 (paru dans le Journal des Sçavans et dans Philosophical Transactions of the Royal Society).
- Dissertatio de morbis venereis ; accedit dissertatio de tumoribus, Montpellier, 1723.
- Dissertation où l'on établit un sentiment particulier sur la contagion de la peste, le latin à côté. Paris, 1726, in-12.
- La Matière Médicale, Paris, 1738.
- Anatomie raisonnée du corps humain, Paris, 1742.
- Consultations & observations Medicinales, Paris, 1754, en 3 volumes in-12.

Deidier a inspiré de très nombreuses thèses à ses élèves. Dans plusieurs d'entre elles, il exprime des vues originales, contestées par ses contemporains.

## Postérité et jugements

### Contexte
Au début du XVIIIe siècle, l'idée de contagion reste obscure, elle s'oppose aux théories positivistes ou anti-contagionnistes basées sur des « causes évidentes et très sensibles » comme la mauvaise alimentation, la peur et la corruption de l'air. Les thèses contagionnistes peuvent se rattacher à trois philosophies scientifiques :
- La philosophie mécaniste, de type cartésien, où la théorie des miasmes est interprétée comme une émanation de « corpuscules ignés » (infimes particules de feu) provenant de la corruption de l'air des pays chauds, et qui émane ensuite du corps des pestiférés. Tout corps est susceptible d'émettre des corpuscules, comme le montre la diffusion des odeurs. Cependant cela n'explique pas comment quelques particules contenues dans un ballot peuvent provoquer de grandes épidémies.
- La médecine iatrochimique, issue de Paracelse et de Van Helmont, où la peste est due à un venin ou poison agissant comme un ferment ou levain. Ce qui explique qu'une quantité minime affecte de grandes populations, comme un peu de levain convertit une grande masse de farine.
- La théorie d'un monde vivant infiniment petit, inspirée de Leeuwenhoek et de Hartsoeker qui observent au microscope des « animalcules ». Mais ici les partisans de cette théorie ne sont pas en mesure, dans le cas de la peste, de présenter des observations. Ils ne peuvent que raisonner, conjecturer et bien souvent à faire appel à leur imagination.

### Jugements
Selon Nicolas Eloy, Antoine Deidier était « grand dans le vrai, extrême dans l'erreur, et inconstant dans sa manière de penser ». Ses contemporains l'accusent d'avoir plus d'imagination que de jugement. Jean Astruc dit de lui « qu'il avait de l'esprit et du savoir mais qu'il courait après la nouveauté, beaucoup plus qu'après la vérité ». Ces jugements seront répétés jusqu'au XIXe siècle.
En 1958, un début de réhabilitation a lieu dans La Science Moderne de René Taton, où Antoine Deidier est mentionné comme ayant exprimé des vues exactes sur la cause de la peste de 1720.

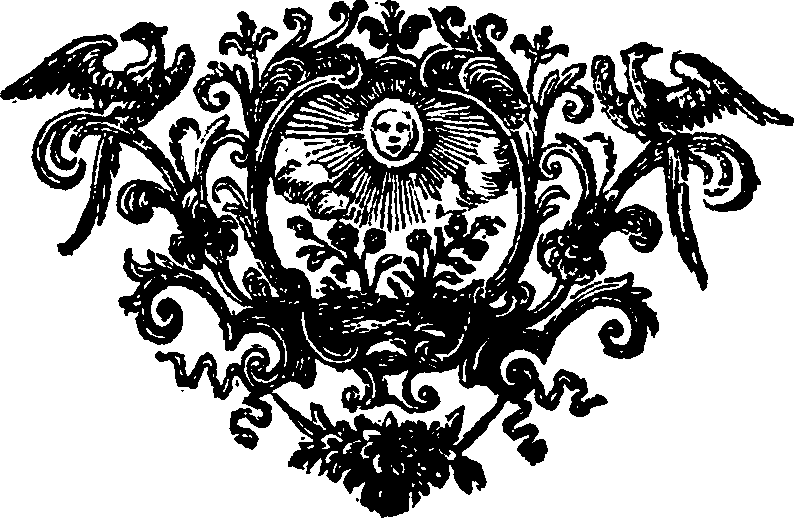
Fleuron de Dissertatio de morbis venereis d'Antoine Deidier, édition de Londres, 1724.

En 1973, Antoine Deidier est présenté comme un des « pré-pasteuriens », ou partisans de la théorie des animalcules invisibles à l'œil nu. Il aurait approché les notions de germe pathogène, d'inoculation, d'incubation et d'immunité naturelle.
En 1991, les expériences d'Antoine Deidier sur la peste font l'objet d'une thèse de doctorat vétérinaire (Paris, École nationale d'Alfort) par Christine Masson-Bessière,. Deidier est crédité d'avoir exposé un véritable protocole expérimental, de mettre en œuvre un raisonnement hypothético-déductif. En s'attachant à démontrer que la peste est transmissible, il propose une définition de la contagion proche de la modernité,.
Cependant la démarche de Deidier présente aussi des contradictions, des paradoxes et des interprétations approximatives. Pour expliquer l'origine de la peste (le « patient zéro »), il est obligé de se rapprocher des anticontagionnistes en faisant appel, lui aussi, à la mauvaise nourriture, à la famine, et aux airs marécageux où le contagium vivum apparait par génération spontanée. 
Pour Deidier, l'état de la vésicule biliaire d'un pestiféré était la cause manifeste de la peste, mais les anticontagionnistes ont eu raison de n'y voir qu'une conséquence. Si Deidier part d'une « conception vraie », son interprétation était fausse, alors que l'hypothèse de ses adversaires était fausse, mais leur interprétation était juste. Tous les protagonistes de la contagiosité ou non-contagiosité de la peste ont eu également raison et tort à la fois.
Antoine Deidier était-il trop en opposition ou trop en avance sur son temps ? Au  XVIIIe siècle la médecine mécaniste et cartésienne est en crise : les êtres vivants ne sont pas des automates à la Vaucanson (entièrement prévisibles et intelligibles). Les théories contagionnistes (corpusculaires ou basées sur un contagium vivum) sont purement spéculatives. Pour beaucoup, accepter l'existence de « vertus séminales invisibles » dans la contagion, c'était faciliter le retour d'un naturalisme de type occulte. 
La triade rat-puce-homme dans la contagion/transmission de la peste due à une bactérie causale ne sera établie qu'au début du XXe siècle. Les médecins des Lumières sont donc confrontés à l'inintelligible, d'où deux attitudes qui divisent la conscience intellectuelle de l'époque : refuser l'inintelligible, pour conserver un monde clair et transparent à la raison des savants, ou admettre l'inintelligible, en laissant une place à l'intuition et à l'imagination dans la création scientifique.